# Tysklönn
Tysklönn eller sykomorlönn (Acer pseudoplatanus) är en art i familjen kinesträdsväxter och förekommer naturligt i Europa, Turkiet och Kaukasus. Tysklönn är inte ursprunglig i Sveriges flora, infördes cirka 1770 och är naturaliserad i södra Sverige. I Sverige hittas arten i områden runt städer och orter där den har planterats som parkträd, till exempel Halmstad i Halland där tysklönnen planterats i alléer och sedan spridit sig.  
Arten är ett träd som kan bli över 30 meter högt. Bladen är trubbiga och grovt tandade och mörkgröna på översidan.
Arten är dödligt giftig för hästar, vilka oftast blir förgiftade genom att äta nedfallna "näsor" eller unga skott. Giftet (hypoglycin A) finns även i andra växter, till exempel i asklönn (Acer negundo).
Det ursprungliga levnadsområde ligger i bergstrakter mellan 700 och 1300 meter över havet. Tysklönn ingår oftast i lövfällande skogar och den bildar sällan trädgrupper där inga andra träd ingår. Den kan vara dominerande i kyliga och fuktiga dalgångar. Tysklönnens livslängd kan uppnå 500 år.

Den introducerade skalbaggen asiatisk långhorning skadar delar av beståndet. Trädet är fortfarande vanligt förekommande och det listas av IUCN som livskraftig (LC).

## Galleri

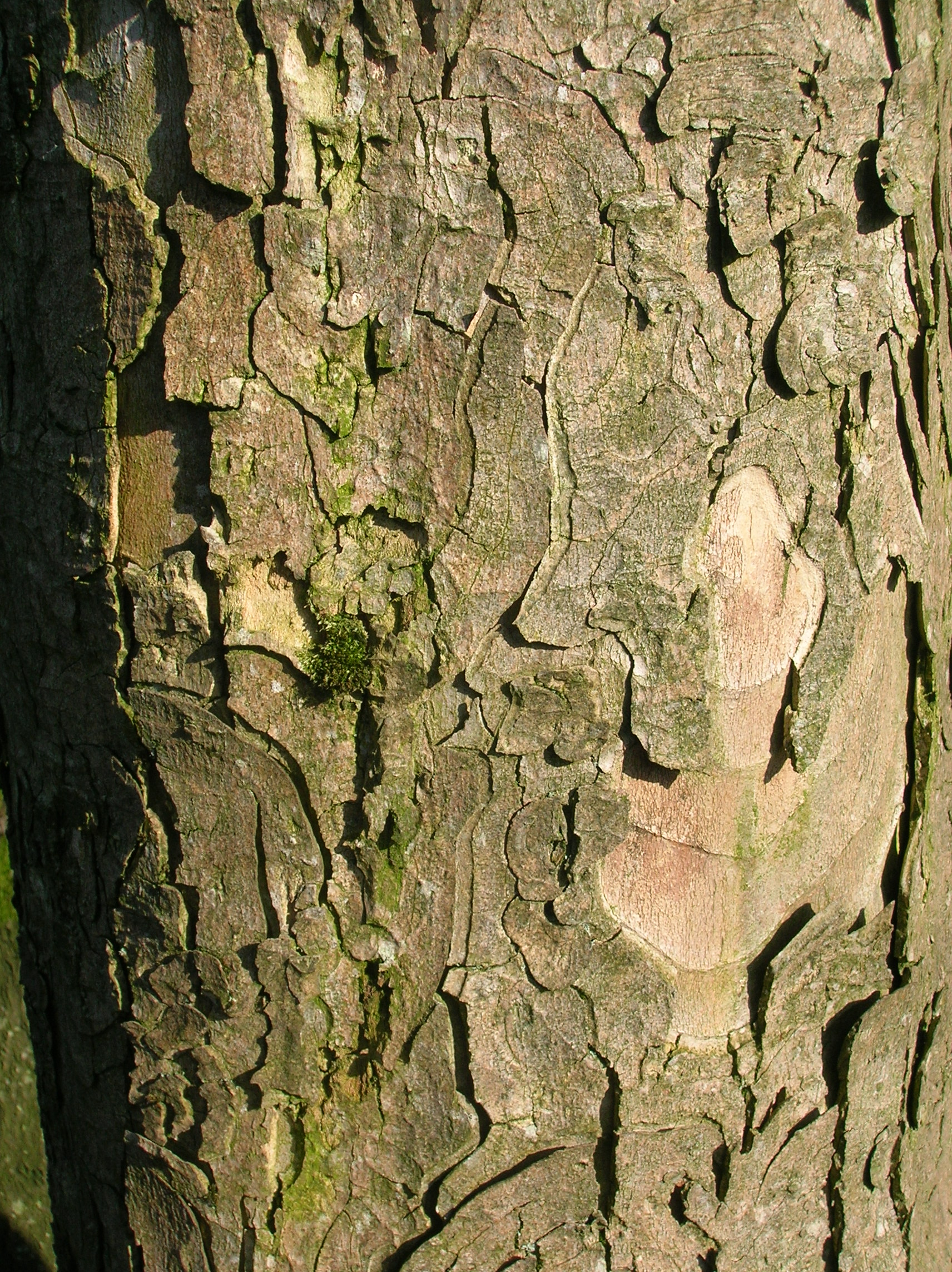
Bark
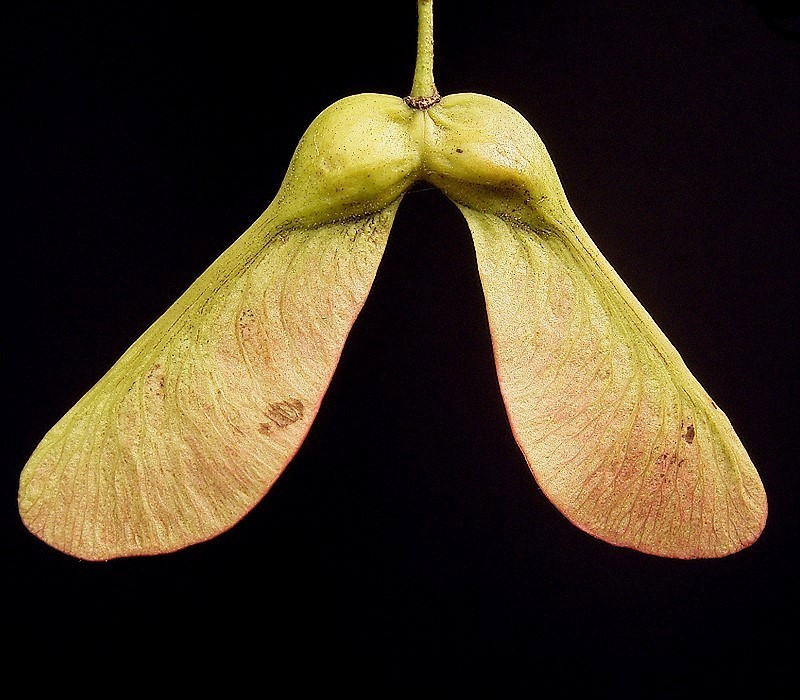
Tvådelad vingad klyvfrukt.
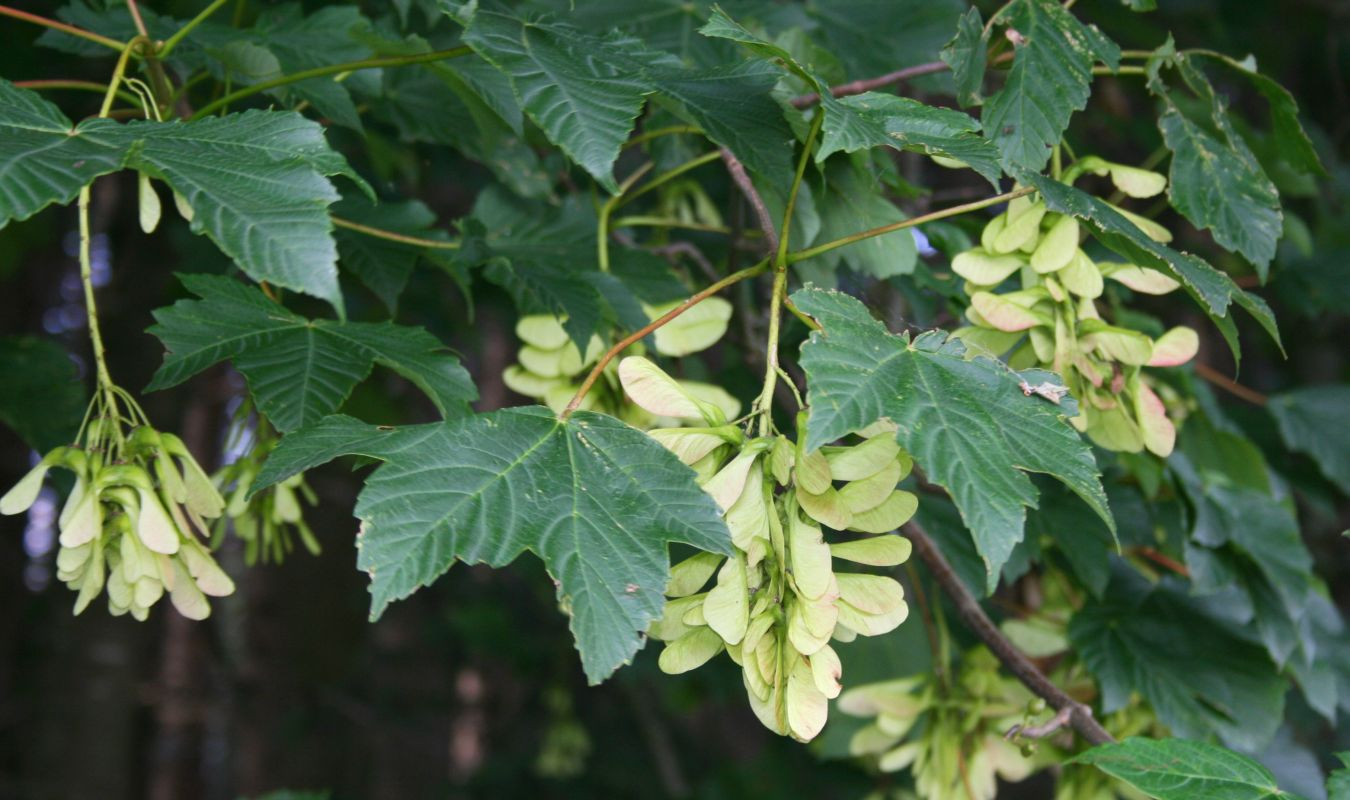
Fruktställning
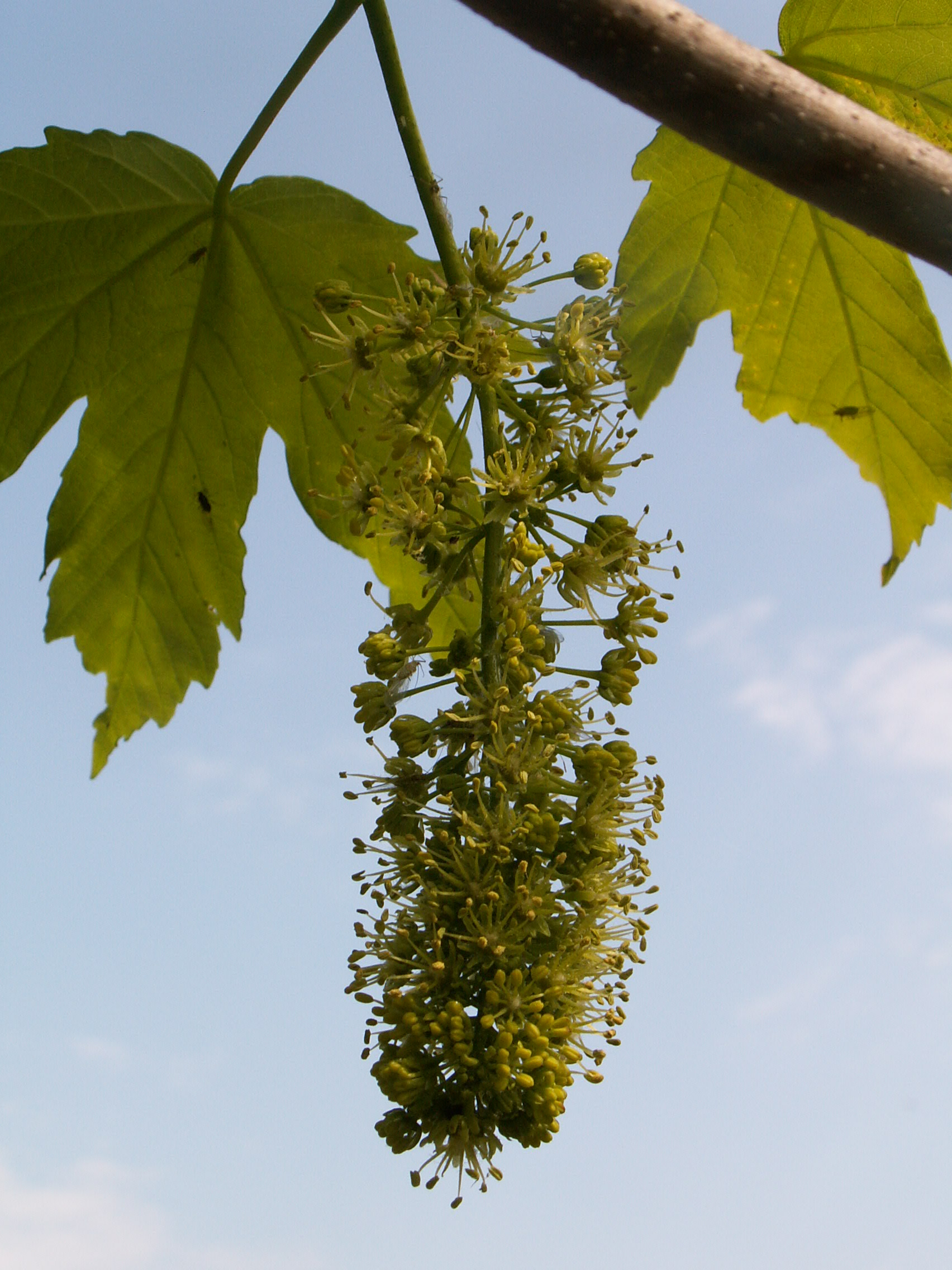
Blomställning. Alla blommor bildar inte frukt.